# Валерии
Валериите (Valerii) са една от най-старите фамилии на Рим. Малкото име на gens Valeria е Валерий (Valerius).
Древната патрицианска фамилия е дошла по времето на цар Тит Таций. Името им произлиза от Valesios и се променя на Valesus/Valerus. През 312 пр.н.е. цензор Апий Клавдий Цек въвежда новия начин на писане на името Valerius („да си силен“).
Палатът на Валериите се намирал на Целий.
Възможни латински форми са:
- Валерий, м. р., ед.ч.
- Валерия, ж. р., ед.ч.
- Валерии, м. р., мн.ч.
- Валериан I, м. р., осиновен
- Валериана, ж. р., осиновена

## Клонове на фамилията
Фамилията се дели още от 5 век пр.н.е. на:
- Максими (Maximi)
- Волузи (Volusus)
- Попликола (Poplicolae).
- Корвини (Corvinus)
- Флак (Flaccus)
- Левини (Laevinus)
- Месала (Messala)
- Флаки (Flacci)
- Фалтони (Faltones)

Плебейските клонове на фамилията са Тапони и Триарии.

### Попликоли(Poplicolae)
- Публий Валерий Попликола, консул 509, 508, 507 и 504 пр.н.е.
- Луций Валерий Поцит Публикола, консул 483 и 470 пр.н.е.
- Публий Валерий Попликола (консул 475 пр.н.е.), консул 475 и 460 пр.н.е.
- Луций Валерий Попликола, консулски военен трибун, 394, 389, 387, 383 и 380 пр.н.е.
- Луций Валерий Поцит Попликола, консул 393 и 392 пр.н.е.
- Публий Валерий Поцит Попликола, консулски военен трибун 386, 384, 380, 377, 370 и 367 пр.н.е.
- Марк Валерий Попликола, консул 355 и 353 пр.н.е.
- Публий Валерий Попликола (консул 352 пр.н.е.), консул 352 пр.н.е.

### ВолузииПоцити(Volusi – Potiti)
- Валерий Волез (Волуз Валерий), баща на Публий Валерий Попликола и на консула от 505 пр.н.е.
- Марк Валерий (Волуз?), консул 505 пр.н.е.
- Луций Валерий Поцит Попликола, консул 483 и 470 пр.н.е.
- Луций Валерий Поцит, консул 449 пр.н.е.
- Гай Валерий Поцит Волуз, консулски военен трибун 415, 407, 404 пр.н.е.; консул 410 пр.н.е.
- Луций Валерий Поцит, консулски военен трибун 414, 406, 403, 401, 398 пр.н.е.; консул 393 и 392 пр.н.е.
- Гай Валерий Поцит Волуз, консул 410 пр.н.е.
- Луций Валерий Поцит (трибун), консул 393 и 392 пр.н.е. и консулски военен трибун 414, 406, 403, 401 и 398 пр.н.е.
- Публий Валерий Поцит Попликола, консулски военен трибун 386, 384, 380, 377 и 367 пр.н.е.
- Гай Валерий Поцит, консулски военен трибун 370 пр.н.е.
- Луций Валерий Поцит, началник на конницата 331 пр.н.е.
- Гай Валерий Поцит Флак, консул 331 пр.н.е.
- Марк Валерий Максим Поцит, консул 286 пр.н.е.
- Поцит Валерий Месала, суфектконсул 29 пр.н.е.
  - Маний Валерий Месала Поцит

### Максими(Maximi)
- Марк Валерий Волуз Максим, консул 505 пр.н.е.
- Маний Валерий Волуз Максим, диктатор 494 пр.н.е., син на консула от 505 пр.н.е.
- Марк Валерий Максим Лактука, консул 456 пр.н.е.
- Марк Валерий Лактуцин Максим, консулски военен трибун 398 и 395 пр.н.е.
- Марк Валерий Максим Корвин (консул 312 пр.н.е.)
- Марк Валерий Максим Рулиан, диктатор 301 пр.н.е.
- Марк Валерий Максим Поцит, консул 286 пр.н.е.
- Маний Валерий Максим Корвин Месала, консул 263 пр.н.е.
- Марк Валерий Максим Месала, консул 226 пр.н.е.
- Валерий Максим, историк 1 век.
- Валерий Максим Василий, префект на Рим 361 – 363 г.
- Луций Валерий Максим Василий, консул 327 г.; баща на горния
- Луций Валерий Максим Василий, praefectus urbi Romae 319 – 321 г., баща на Луций, консула от 327 г.
- Валерия Максимила, съпруга на император Максенций

### Левинии(Laevini)
- Публий Валерий Левин, консул 280 пр.н.е.
- Марк Валерий Левин, консул 220 и 210 пр.н.е.
- Гай Валерий Левин, суфектконсул 176 пр.н.е.
- Гай Валерий Левин (претор 177 пр.н.е.)

### Фалтони(Faltones)
- Квинт Валерий Фалтон, консул 239 пр.н.е.
- Публий Валерий Фалтон, консул 238 пр.н.е., брат на горния
- Марк Валерий Фалтон, претор 201 пр.н.е.

### Флаки(Flacci)
- Луций Валерий Флак (началник на конница), началник на конница 321 пр.н.е.
- Луций Валерий Флак (консул 261 пр.н.е.)
- Публий Валерий Флак, консул 227 пр.н.е.
- Луций Валерий Флак (консул 195 пр.н.е.)
- Луций Валерий Флак (консул 152 пр.н.е.)
- Луций Валерий Флак (консул 131 пр.н.е.)
- Луций Валерий Флак (консул 100 пр.н.е.)
- Гай Валерий Флак (консул 93 пр.н.е.)
- Луций Валерий Флак (консул 86 пр.н.е.), суфектконсул 86 пр.н.е.
- Луций Валерий Флак (претор 63 пр.н.е.), претор 63 пр.н.е.
- Гай Валерий Флак, поет 1 век
- Луций Валерий Флак (консул 128 г.), суфектконсул 128 г.

### Месала(Messallae)
- Маний Валерий Максим Корвин Месала, консул 263 пр.н.е.
- Марк Валерий Максим Месала, консул 226 пр.н.е.
- Марк Валерий Месала (консул 188 пр.н.е.)
- Марк Валерий Месала (консул 161 пр.н.е.)
- Марк Валерий Месала Нигер, консул 61 пр.н.е.
- Марк Валерий Месала Руф, консул 53 пр.н.е.
- Марк Валерий Месала (консул 32 пр.н.е.)
- Марк Валерий Месала Корвин, консул 31 пр.н.е.
- Поцит Валерий Месала, суфектконсул 29 пр.н.е.
- Марк Валерий Месала Барбат Апиан, консул 12 пр.н.е.
- Марк Валерий Месала Месалин, консул 3 пр.н.е.
- Луций Валерий Месала Волез, консул 5 г.
- Валерия Месалина Корвина, дъщеря на Марк Валерий Месала Корвин, съпруга на Тит Статилий Тавър (консул 11 г.)
- Марк Валерий Месала Барбат, консул 20 г.
- Валерия Месалина, дъщеря на Марк Валерий Месала Барбат, третата съпруга на римския император Клавдий
- Марк Валерий Месала Корвин (консул 58 г.) II
- Луций Валерий Месала Трасеа Приск, консул 196 г.
- Луций Валерий Месала, консул 214 г.
- Валерий Месала (консул 280 г.)

### Тапони(Tappones)
- Луций Валерий Тапон, претор 192 пр.н.е., управител на Сицилия
- Гай Валерий Тапон, народен трибун 188 пр.н.е.

### Триарии(Triarii)
- Луций Валерий Триарий, претор 78 пр.н.е.
- Публий Валерий Триарий, римски конник, син на претора от 78 пр.н.е.
- Гай Валерий Триарий, 49 пр.н.е. служи на Помпей Велики; син на претора от 78 пр.н.е.

### Други
- Марк Валерий Корв, консул 348, 346, 343, 335, 300 и 299 пр.н.е., диктатор 342 и 301 пр.н.е.
- Публий Валерий Катон, учен, поет 1 век пр.н.е.
- Марк Валерий Марциал, поет 1 век.
- Гай Аврелий Валерий Диоклециан (Диоклециан), император
- Марк Аврелий Валерий Максимиан (Максимиан), император
- Гай Галерий Валерий Максимиан (Галерий), император
- Флавий Валерий Констанций (Констанций Хлор), император
- Флавий Валерий Север, император 306 – 307
- Марк Аврелий Валерий Максенций (Максенций), император 306 – 312
- Валерий Ромул, син на предишния; консул 308 и 309
- Флавий Юлий Валерий Крисп (Крисп), император 317 – 326.
- Флавий Валерий Лициниан Лициний (Лициний), император
- Флавий Валерий Константин (Константин I), император
- Галерий Валерий Максимин (Максимин Дая), император
- Юлий Валерий Майориан (Майориан), император 457 – 461
- Флавий Валерий Лъв (Лъв I), император, Византия, 457 – 474

### Жени
- Валерия Месалина, третата съпруга на император Клавдий
- Валерия, съпруга на Луций Корнелий Сула
- Валерия, дъщерята на император Диоклециан
- Валерия Максимила, съпруга на император Максенций
- Валерия Месалина Корвина, дъщеря на Марк Валерий Месала Корвин, съпруга на Тит Статилий Тавър (консул 11 г.)
- Св. Валерия, мъченица от Милано, 1 или 2 век